# 胡克代爾 (伊利諾伊州)
胡克代爾（英語：Hookdale）是位於美國伊利諾伊州邦德縣的一個非建制地區。該地的面積和人口皆未知。

## 地理
胡克代爾的座標為38°49′35″N 89°18′41″W / 38.82639°N 89.31139°W，而該地的平均海拔高度為156米（即512英尺）。